# Tuparetama
Tuparetama é um município brasileiro do estado de Pernambuco. Administrativamente, o município é composto pelos distritos-sede e Santa Rita. Sua população estimada no ano de 2017 era de 8.169 habitantes, sendo o 12º município mais populoso da Microrregião do Pajeú.

## Toponímia
A palavra Tuparetama é de origem tupi e, segundo Silveira Bueno, significa a pátria de Deus, o céu. De tupã: Deus; e retama: lugar natal, pátria.

## História
Originalmente, a localidade hoje conhecida como Tuparetama tinha o nome de Bom Jesus e era distrito subordinado a Afogados da Ingazeira, situação que se manteve até 31 de dezembro de 1948, quando, já com a denominação atual (e após um breve período em que chamou Tupã), o distrito passou a pertencer ao novo município de Tabira, por força do decreto-lei estadual nº 418 e da lei 421, da mesma data.
Essa condição só se alteraria uma década mais tarde, quando a lei estadual nº 3.332, de 31 de dezembro de 1958 elevou o antigo distrito ao status de município, desmembrando-o de Tabira.

## Geografia
Com altitude de 560 metros, o município se localiza-se à latitude 07º36'08" sul e à longitude 37º18'41" oeste, e tem área de 186 km².
Compõem o município dois distritos: Tuparetama (sede) e Santa Rita.